# نگهدارهای نازک‌نئی
نگهدارهای نازک‌نئی یا رتیناکولوم‌های پرونئال (انگلیسی: Peroneal retinacula) یا رتیناکولوم‌های فیبولار یک ساختار فیبروزی است که زردپی‌های ماهیچه نازک‌نئی بلند و ماهیچه نازک‌نئی کوتاه را در بر می‌گیرد. این باند فیبروزه واجد دو ساختار بالایی و پایینی است.
- نگهدار نازک‌نئی بالایی از قوزک خارجی یا نازک‌نی در دیواره خلفی تحتانی شروع شده و پس از عبور از روی زردپی‌های نازک‌نئی دراز و کوتاه به قسمت خارجی (لترال) پاشنه می‌چسبد.
- نگهدار نازک‌نئی پایینی که در واقع ادامه نگهدارنده بازکننده زیرین پا (رتیناکولوم اکستانسور تحتانی پا) در سمت خارجی است و به قسمت خارجی پاشنه متصل می‌گردد. در همین قسمت در بین دو زردپی نازک‌نئی دراز و کوتاه یک برآمدگی به نام توبرکل پاشنه یا قرقره نازک‌نئی[۱] وجود دارد که وقتی این فیبرها از روی آن و زردپی‌ها می‌گذرد و اتصالاتی به این برآمدگی می‌دهد و از این‌رو یک تیغه در بین دو زردپی ایجاد شده و زردپی‌های نازک‌نئی دراز و کوتاه را در این منطقه توسط یک دیواره ازهم جدا می‌سازد.